# Pyongyang Arena
Pyongyang Arena (kor. 류경정주영체육관) – hala przeznaczona do koszykówki znajdująca się w stolicy Korei Północnej, Pjongjangu. Budowana była z powodu braku typowo koszykarskiego obiektu w Korei Północnej. Pyongyang Arena może pomieścić 12 309 widzów. Została zbudowana w 2003 roku, wszystkie miejsca są siedzące. Jedną z przyczyn zbudowania hali do mało popularnego w Korei Północnej sportu, jakim jest koszykówka, było przygotowanie obiektu na IO 2016, o których zorganizowanie starał się Pjongjang.